# Dam Qolī
Dam Qolī (persiska: كَرَم قُلی, دم قلی, Karam Qolī) är en ort i Iran.   Den ligger i provinsen Ardabil, i den nordvästra delen av landet, 400 km nordväst om huvudstaden Teheran. Dam Qolī ligger 1 178 meter över havet och antalet invånare är 154.
Terrängen runt Dam Qolī är huvudsakligen kuperad, men åt nordost är den platt. Runt Dam Qolī är det ganska tätbefolkat, med 56 invånare per kvadratkilometer. Närmaste större samhälle är Lārī, 15,7 km väster om Dam Qolī. Trakten runt Dam Qolī består i huvudsak av gräsmarker.